# Змиёвская ТЭС
Змиёвская тепловая электрическая станция имени Г. Кржижановского (укр. Зміївська теплова електрична станція імені Г. Кржижановського) — тепловая электростанция, расположенная возле посёлка Слобожанское Чугуевского района Харьковской области в 55 км от Харькова и обеспечивавшая электроэнергией регион трёх областей: Харьковской, Полтавской и Сумской.
Носит имя руководителя Энергетического института АН СССР Г. М. Кржижановского.
22 марта 2024 года была разрушена российским ракетным ударом.

## История
В 1955 году МЕС своим решением № ПР-165 от 10 сентября 1955 года утвердило проектное задание строительства Змиёвской ГРЭС.
В мае 1956 года начались подготовительные работы по сооружению Змиёвской ГРЭС на четыре блока мощностью по 150 МВт каждый, согласно проектному заданию.
В октябре 1957 года было разработано новое проектное задание, которым предусматривалось установить 3 блока мощностью по 200 МВт, каждый из которых состоит из одного турбогенератора и одного прямоточного котла.
В 1958—1959 годах были построены железнодорожные и подъездные пути, бетонный завод и полигон, началось строительство жилищного посёлка, гидротехнических сооружений, построены главный корпус на два блока мощностью по 200 МВт каждый и вспомогательные здания на промплощадке.
31 декабря 1960 года был введён в эксплуатацию первый энергоблок первой очереди электростанции мощностью 200 МВт и ГРЭС была включена в энергосистему ПЭО «Харьковэнерго», через которую вошла в состав Южной энергосистемы Единой энергетической системы Европейской части СССР.
Харьковским Совнархозом в марте 1961 года было рассмотрено и утверждено проектное задание, которое предусматривало введение в строй второй очереди ГРЭС мощностью 1800 МВт. В её состав должно было войти 6 блоков мощностью по 300 МВт каждый. 
23 декабря 1961 года вступил в действие второй энергоблок мощностью 200 МВт. 
В 1963 году разработано проектное задание по расширению станции на мощность до 2000 МВт в составе четырёх блоков мощностью по 200 МВт и четырёх блоков мощностью по 300 МВт каждый. Полная мощность ГРЭС с учётом первой очереди должна была составлять 2400 МВт. Вступил в действие четвёртый энергоблок мощностью 200 МВт. Введён в эксплуатацию комплекс топливоподачи с вагоноопрокидывателем.
В 1964 году на два месяца ранее установленного срока (30 июля) стал под промышленную нагрузку пятый энергоблок мощностью 200 МВт. Все энергоблоки станции переведены на сжигание твёрдого топлива.
В 1965 году введён в промышленную эксплуатацию шестой блок мощностью 200 МВт. Завершено строительство первой очереди электростанции, которая достигла общей мощности 1200 МВт.
В 1966 году для комплексной автоматизации производственных процессов внедрена установка управляющей вычислительной машины на блоке № 6 мощностью 200 МВт. Также была запроектирована установка на блоках № 7 и № 8 центральных информационных машин, а на блоках № 9 и № 10 — управляющих вычислительных машин.
В 1966 году ГРЭС была награждена орденом Трудового Красного Знамени.
В 1967 году началось сооружение второй очереди электростанции.
В 1969 году были поставлены под промышленную нагрузку третий энергоблок мощностью 300 МВт (№ 9) и последний четвёртый энергоблок мощностью 300 МВт, при этом на последних энергоблоках были установлены управляющие вычислительные машины. Змиёвская ГРЭС достигла запланированной мощности 2400 МВт (со среднегодовой выработкой 15,6 млрд кВт⋅ч электроэнергии при 6500 часах использования установленной мощности) и стала одной из наиболее мощных тепловых электростанций СССР.
В 1970—1974 годах на электростанции была установлена и введена в эксплуатацию первая очередь автоматизированной системы управления, в состав которой входили подсистемы управления энергоблоками, общестанционными объектами управления и общестанционными технологическими процессами ТЭС.
За 1977 год ГРЭС выработала 15,8 млрд кВт⋅ч электроэнергии.
В 1979 году произведён 200-миллиардный киловатт-час электроэнергии.
В 1995 году в связи с реорганизацией отрасли Змиёвская ГРЭС (ТЭС) выведена из состава ПЭО «Харьковэнерго» и введена в состав ГАЭК «Центрэнерго».
28 июля 2003 года ТЭС была внесена в перечень особо важных объектов электроэнергетики Украины, обеспечение охраны которых было возложено на ведомственную военизированную охрану во взаимодействии со специализированными подразделениями МВД Украины и иными центральными органами исполнительной власти.

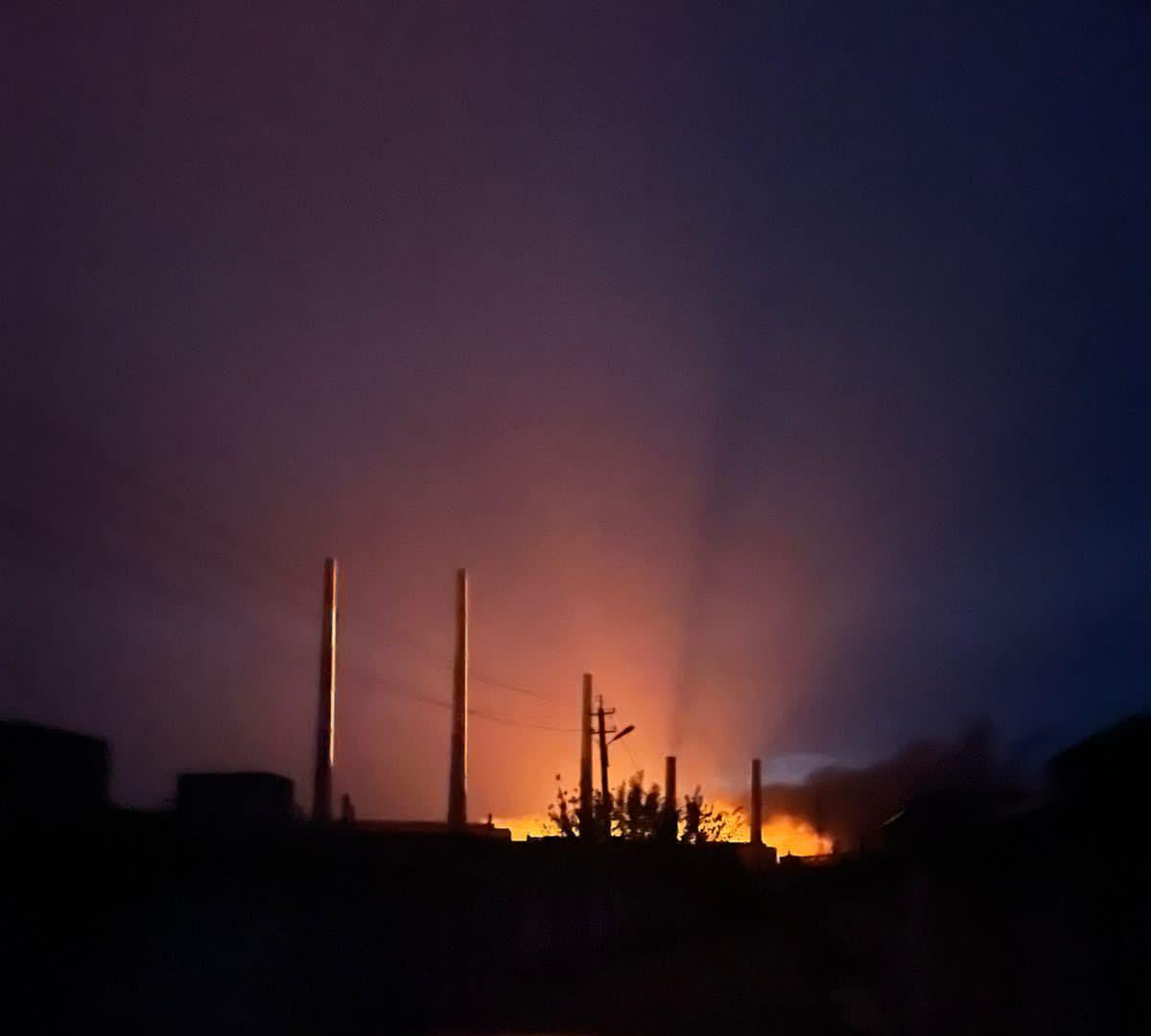
Пожар после обстрела (2022)

11 сентября 2014 года работа станции была остановлена из-за недостатка угля, вызванного военным конфликтом в Донбассе.
24 сентября станция возобновила работу запуском одного энергоблока. Станция работала с минимальной нагрузкой из-за сохраняющегося дефицита топлива.
11 сентября 2022 года станция вместе с рядом других объектов энергетической инфраструктуры Украины была обстреляна российскими войсками в ходе вторжения на Украину. Возник пожар. 
29 марта 2024 года «Центрэнерго» сообщил, что Змиёвская ТЭС полностью разрушена российским ракетным ударом.                                                                                                                 